# Missionshaus St. Arnold

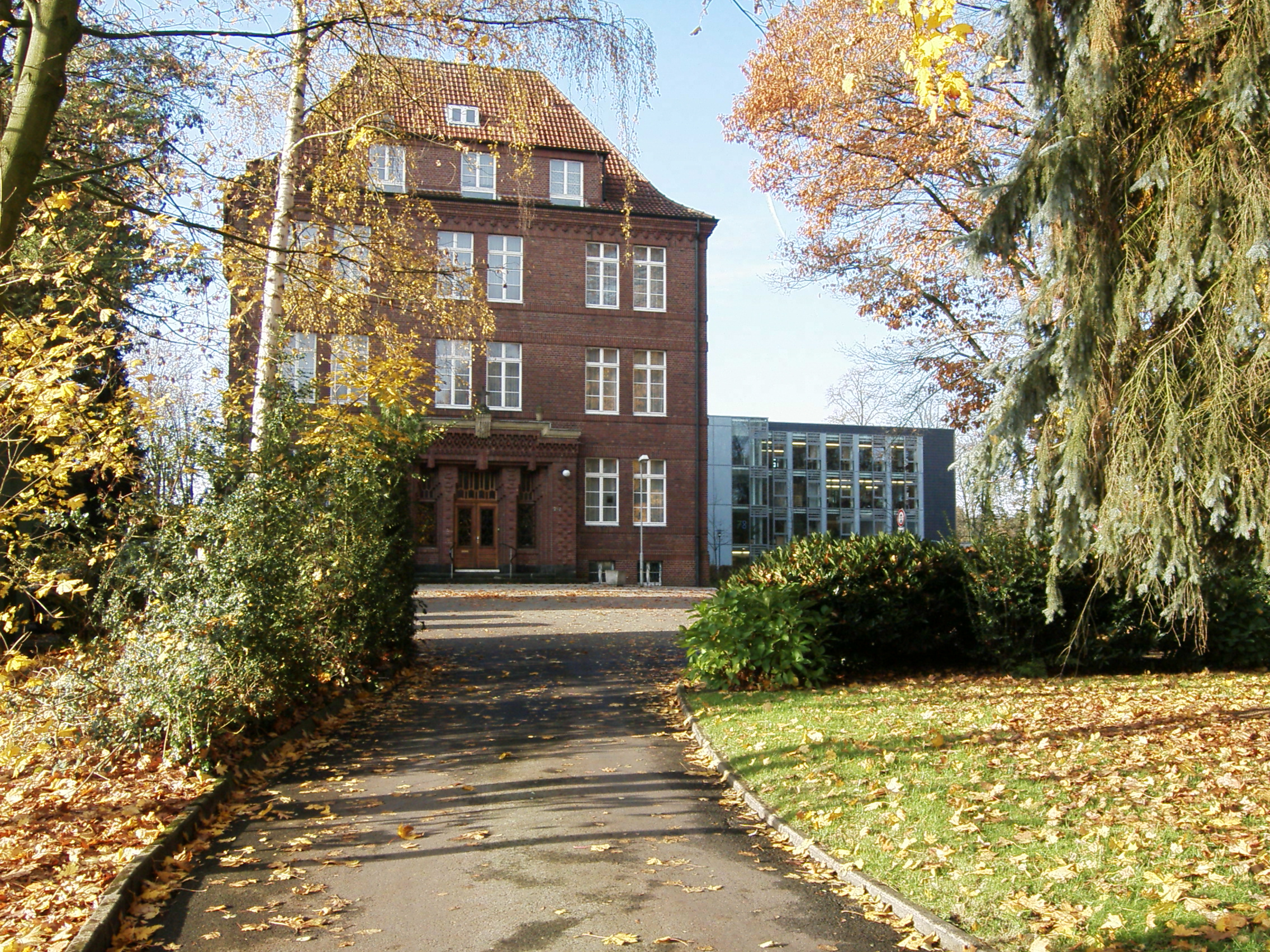
Missionshaus St. Arnold im November 2006

Das Missionshaus St. Arnold war eine Klostergründung der Steyler Missionare (Societas Verbi Divini, abgekürzt SVD) in der Gemeinde Neuenkirchen in Nordrhein-Westfalen. Das Missionshaus bestand vom 10. Dezember 1929 bis zum 30. Juni 2008 als Niederlassung der SVD. Das Gebäude wurde im Sommer 2016 abgerissen.

## Geschichte
Auf der Suche nach einem Standort für ein Missionshaus im Münsterland gründeten die Steyler Missionare im Jahre 1920 zuerst in gemieteten Räumen des alten Kreuzherren-Klosters Bentlage in Rheine das Kloster St. Ludgerus. Noch im selben Jahr beabsichtigten die Steyler aber schon eine Klosterneugründung in der Nähe der Bahnstation Neuenkirchen Land. Dort befanden sich ehemalige Lager für französische und danach russische Kriegsgefangene.

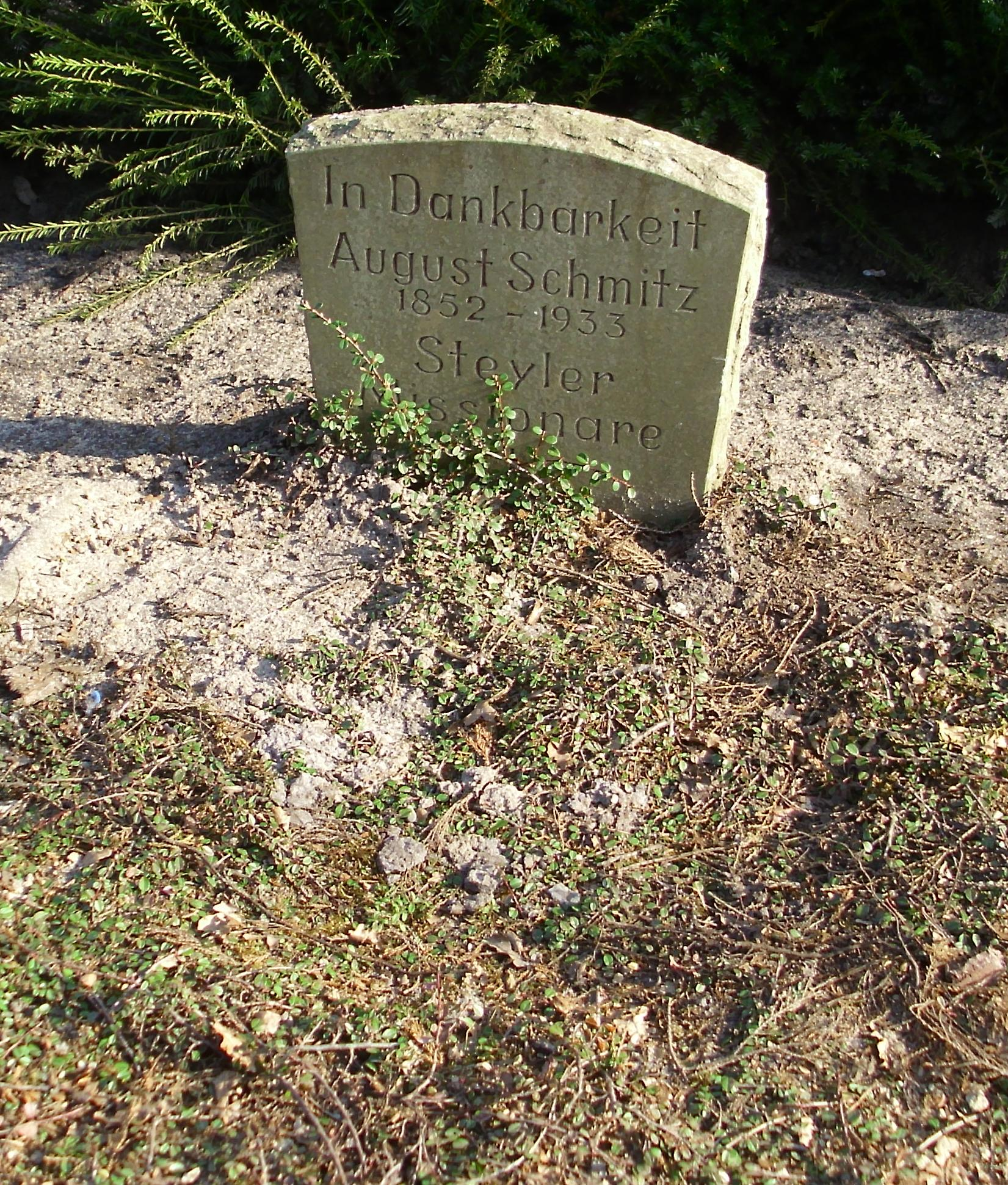
Grab von August Schmitz auf dem Klosterfriedhof

Durch Schenkungen, besonders des Gastwirtes August Schmitz aus Neuenkirchen, gelangten die Missionare hier an große und preiswerte Öd- und Heideflächen. Zunächst dienten ihnen Baracken als Unterkünfte, die Grundsteinlegung für das Missionshaus fand dann am 18. Juli 1928 statt. Die offizielle Einweihung des Missionshauses erfolgte am 10. Dezember 1929 durch Johannes Poggenburg, den Bischof von Münster. Bereits zuvor, am 30. September 1929 war auch ein Internat eingerichtet und der Schulbetrieb aufgenommen worden. Die Schule erhielt dann später den Namen Arnold-Janssen-Gymnasium und besteht weiterhin, jetzt in bischöflicher Trägerschaft.
Während des Krieges wurde das Missionshaus zum Reservelazarett. Nur wenige Priester verblieben im Haus, das insgeheim wegen der Enteignung, Beschlagnahme und Schließung der meisten Steyler Missionshäuser für kurze Zeit sogar als Theologische Hochschule für die Ausbildung von Priesterkandidaten diente. Hier verbrachte auch Bruder Kostka (Josef Wasel) SVD, dessen wundersame Heilung im Selig- und Heiligsprechungsprozess des Ordensstifters St. Arnold Janssen eine bedeutsame Rolle spielte und dessen mystische Schauungen erst später bekannt wurden, seine letzten Lebensjahre.
Das Missionshaus St. Arnold war auch die geistige Keimzelle des nach ihm benannten Ortsteils St. Arnold und stellte seit der Errichtung des Pfarrrektorats „ad st. arnoldum“ 1941 durch Bischof Clemens August Graf von Galen auch die Pfarrrektoren bzw. Pastöre der 2005 mit St. Anna wieder vereinten Pfarrei St. Josef in St. Arnold.
Die Franziskanerinnen von Münster, St. Mauritz arbeiteten seit Ende des Zweiten Weltkrieges bis Juni 2000 in Küche, Wäscherei, Internat und Pflegeheim von St. Arnold.
Die Diözese Münster übernahm am 1. Januar 1996 die Schulträgerschaft des im Missionshaus befindlichen Arnold-Janssen-Gymnasiums.
Aus personellen und finanziellen Gründen gab der Orden das Missionshaus nach fast 80 Jahren auf. Am 30. Juni 2008 verließ der letzte Rektor des Hauses, Pater Helmut Stadermann, mit insgesamt 8 weiteren Priestern und Brüdern das Gebäude. Während der größte Teil des Gebäudes fortan ungenutzt leer stand, wurde ein Flügel des Hauses für Unterrichtsräume des angrenzenden Arnold-Janssen-Gymnasiums weiter genutzt. Das ehemalige Missionsgebäude wurde nach dem 20. August 2008, auf Anordnung des Bürgermeisters von Neuenkirchen, vorläufig unter Denkmalschutz gestellt (siehe auch: Liste der Baudenkmäler in Neuenkirchen). Das Bistum Münster blieb jedoch als neuer Eigentümer bei der Entscheidung zum Abriss. Der Denkmalschutz wurde in der Folgezeit auf das Portal reduziert, nachdem ursprünglich die gesamte Fassade hätte erhalten bleiben sollen.
Im Jahre 2015 wurde die Kapelle des Missionshauses abgerissen. Die bis dahin dort noch veranstalteten Schulgottesdienste werden seitdem in der Pausenhalle oder der Sporthalle der Schule bzw. bei schönem Wetter auch im Freien durchgeführt. Ende 2015 wurde in der Öffentlichkeit kurzzeitig die Möglichkeit diskutiert, Flüchtlinge in dem leerstehenden Hauptgebäude unterzubringen. Dies wurde jedoch vom Eigentümer unter anderem mit Hinweis auf die unzureichende Tauglichkeit des maroden Gebäudes für eine angemessene und menschenwürdige Unterbringung abgelehnt.
Im Juli/August 2016 wurde während der Sommerferien das Hauptgebäude abgerissen. Verblieben ist das denkmalgeschützte Portal, das in ein Mehrzweckgebäude des angrenzenden Arnold-Janssen-Gymnasiums integriert wurde. Geblieben ist zudem das ehemalige Schwesternhaus, in dem der letzte in St. Arnold verbliebene Steyler Pater Hanh lebt und von dort aus die Betreuung der in Norddeutschland lebenden Katholiken mit vietnamesischen Wurzeln koordiniert.
| - Missionsgebäude, Abschied der Missionare - Hauptportal - Südostansicht - Südseite - Westseite - Nordseite - Dachreiter auf dem Missionshaus - Abschiedsmesse auf dem Schulhof - Transparente zur Verabschiedung der Missionare - Mariengrotte am Waldrand - Standbild des Hl. Arnold Janssen - Neubau mit dem denkmalgeschützten Portal (2018) |

## Klosterfriedhof

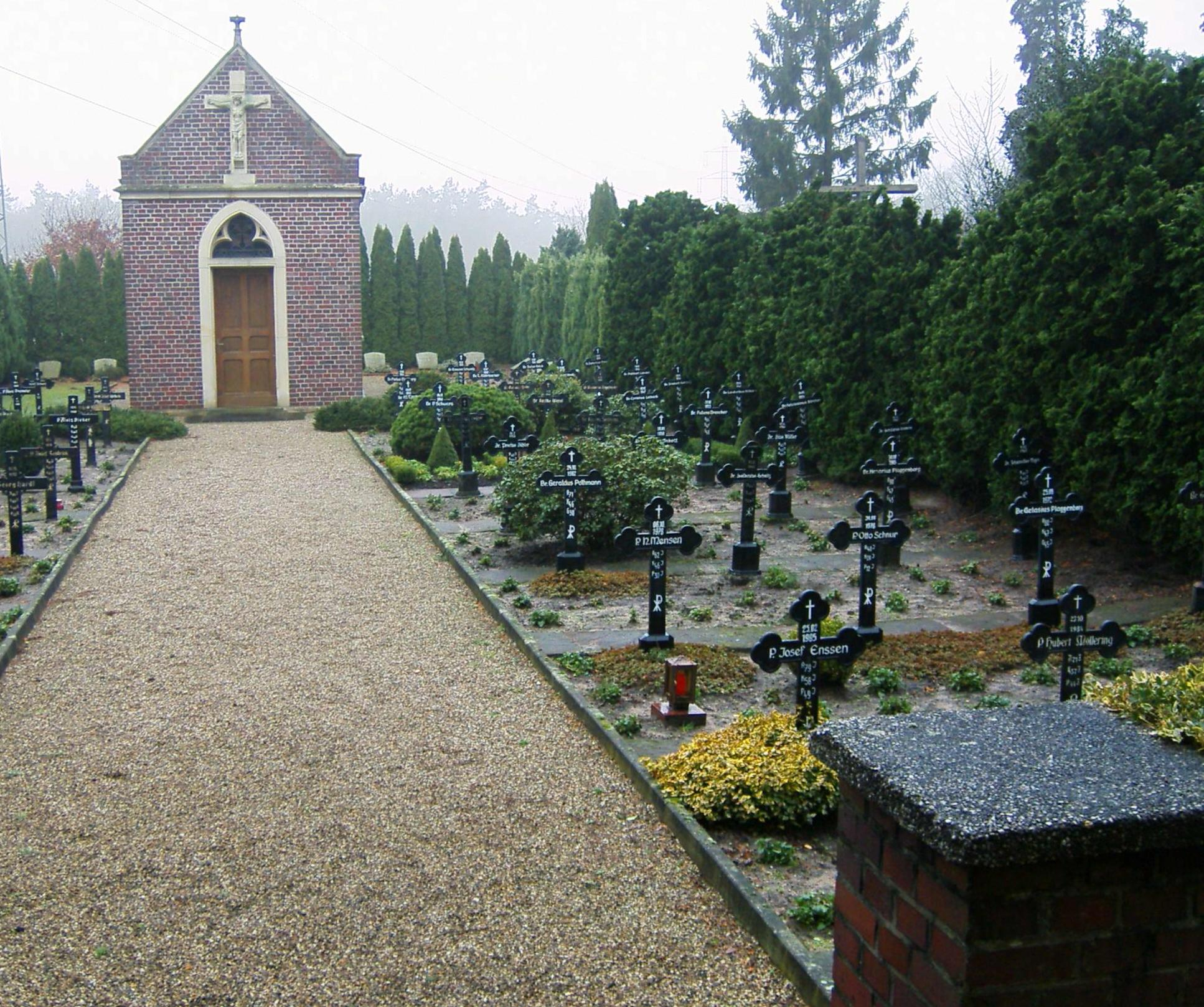
Klosterfriedhof

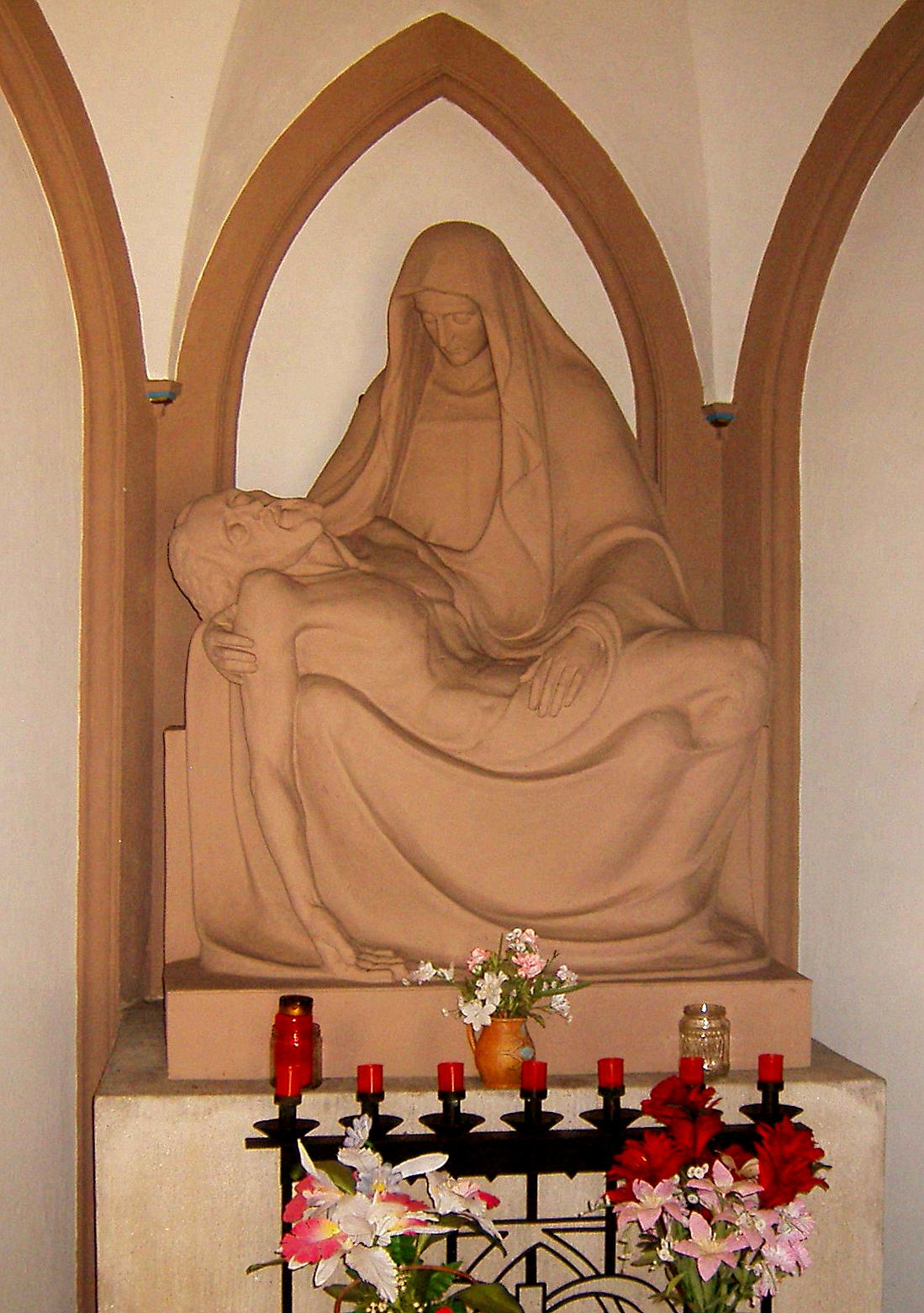
Pietà in der Friedhofskapelle

Zurück bleiben auf dem Klosterfriedhof etwa 200 verstorbene Steyler Missionare, so auch der Missionsbischof Hermann Westermann und der Bruder Kostka. Aus der einstigen „Waldkapelle“ wurde die heute unter Denkmalschutz stehende Friedhofskapelle mit dem Nachguss der Pietà des Künstlers Pater Büttgens SVD.